# Panachranta lirioleuca
Panachranta lirioleuca är en fjärilsart som beskrevs av Turner 1922. Panachranta lirioleuca ingår i släktet Panachranta och familjen björnspinnare. Inga underarter finns listade i Catalogue of Life.